# Livers-Cazelles
Livers-Cazelles (okzitanisch Livèrç e Casèlas) ist eine französische Gemeinde mit 239 Einwohnern (Stand: 1. Januar 2022) im Département Tarn in der Region Okzitanien. Sie gehört zum Arrondissement Albi und zum Kanton Carmaux-2 Vallée du Cérou. 

## Geographie
Livers-Cazelles liegt rund 19 Kilometer nordwestlich von Albi. Umgeben wird Livers-Cazelles von den Nachbargemeinden Saint-Marcel-Campes im Norden, Salles im Nordosten, Virac im Osten, Milhavet im Südosten, Villeneuve-sur-Vère und Noailles im Süden, Souel im Westen und Südwesten sowie Cordes-sur-Ciel im Nordwesten. 

## Bevölkerungsentwicklung
| Jahr                       | 1962 | 1968 | 1975 | 1982 | 1990 | 1999 | 2006 | 2017 |
| Einwohner                  | 234  | 218  | 182  | 216  | 204  | 226  | 243  | 216  |
| Quellen: Cassini und INSEE |      |      |      |      |      |      |      |      |

## Sehenswürdigkeiten
- Kirche Saint-Pierre